# Långtjärnen (Dalby socken, Värmland, 672801-135227)
Långtjärnen är en sjö i Torsby kommun i Värmland och ingår i Göta älvs huvudavrinningsområde.